# بیوه‌مرغ جبه‌زرد
بیوه‌مرغ جبه‌زرد (نام علمی: Euplectes macroura) نام یک گونه از سرده جولاهای چندزنه است.